# (400144) 2006 UE232
(400144) 2006 UE232 es un asteroide perteneciente al cinturón de asteroides, descubierto el 21 de octubre de 2006 por el equipo del Mount Lemmon Survey desde el Observatorio del Monte Lemmon, Arizona, Estados Unidos.

## Designación y nombre
Designado provisionalmente como 2006 UE232.

## Características orbitales
2006 UE232 está situado a una distancia media del Sol de 2,606 ua, pudiendo alejarse hasta 3,368 ua y acercarse hasta 1,844 ua. Su excentricidad es 0,292 y la inclinación orbital 11,83 grados. Emplea 1537,33 días en completar una órbita alrededor del Sol.

## Características físicas
La magnitud absoluta de 2006 UE232 es 17,6.